# Дальневосточный госпиталь (станция метро)
«Дальневосточный госпиталь» (англ. Far Eastern Hospital; кит. 亞東醫院) — станция линии Баньнань Тайбэйского метрополитена, открытая 31 мая 2006 года в составе участка Тучэн. Расположена между станциями «Фучжун» и «Хайшань». Находится на территории района Баньцяо города Новый Тайбэй. Для поездов, следующих в электродепо Тучэн, станция «Дальневосточный госпиталь» — конечная.

## Техническая характеристика
«Дальневосточный госпиталь» — однопролётная станция. На станции есть три выхода, оснащённых эскалаторами. Один выход также оснащён лифтом для пожилых людей и инвалидов.  2 декабря 2015 года на станции были установлены автоматические платформенные ворота.